# Сотовая панель
Сотовая панель — трёхслойная панель, состоящая из верхней и нижней обшивок и сотового заполнителя между ними.

## Применение

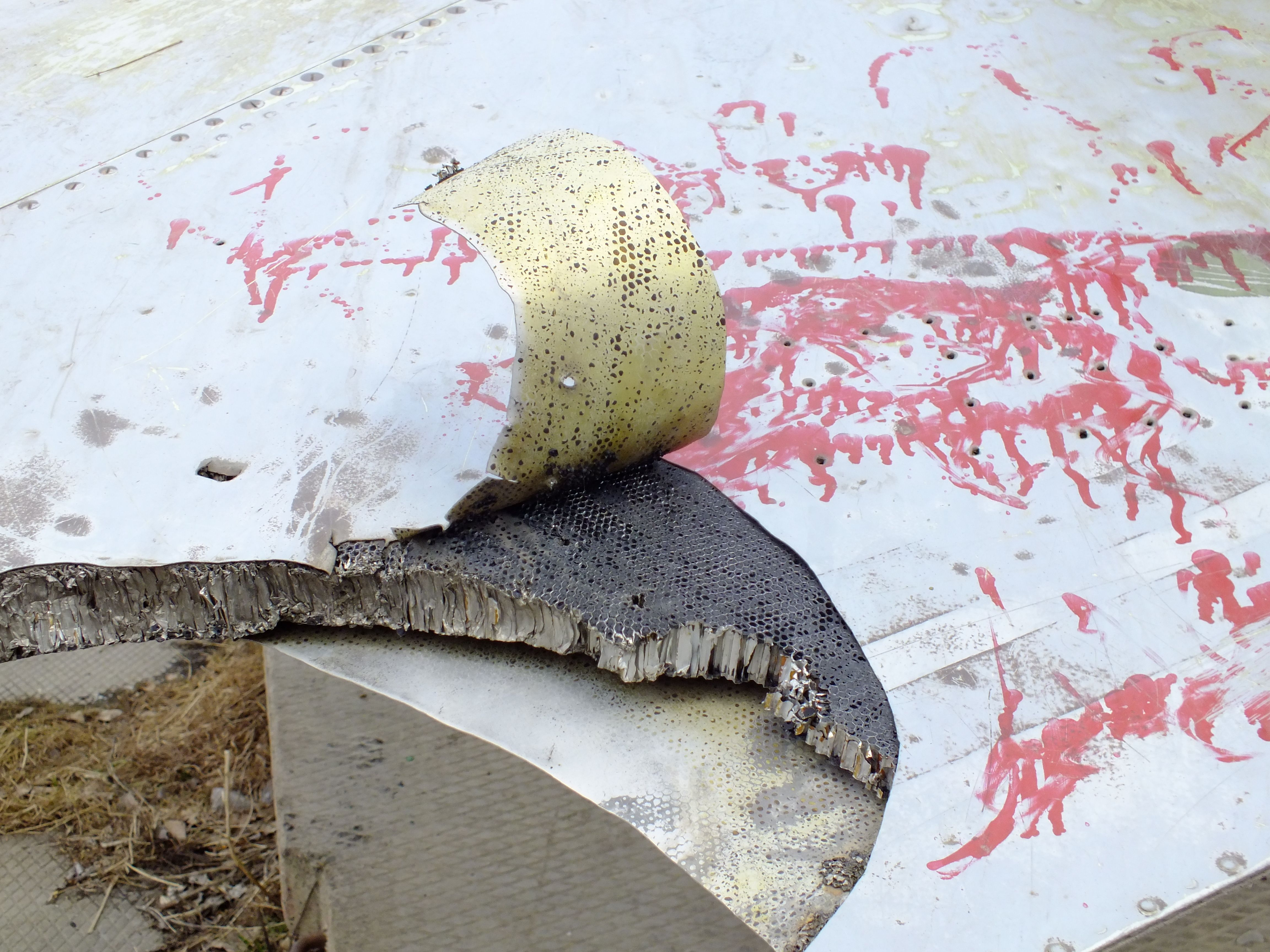
Сотовая обшивка, самолёт МиГ-23

А — сотовая панель в сборе
Элементы конструкции сотовой панели:
B — наружные листы
C — сотовый заполнитель

Сотовые панели применяются в самолетостроении для внешней обшивки, стенок силовых элементов и полов. Часто полностью заполняются сотами элементы малой толщины: рули, элероны и ЦПГО сверхзвуковых самолетов. Наибольшее количество сотовых панелей от общей массы конструкции самолета в бомбардировщике B-58.

## Свойства

### Преимущества
- малая масса конструкции
- высокая жесткость
- удельная статическая прочность больше на 20–40%
- устойчивость при продольном сжатии выше в 2–4 раза
- количество деталей, входящих в узел или агрегат, меньше в 3–4 раза
- более гладкие поверхности узлов и агрегатов
- теплоизоляционные свойства выше в 3–5 раз
- акустические характеристики лучше в 3–5 раз

### Недостатки
- сложность контроля качества клеевого соединения обшивки и сотового заполнителя
- отслоение обшивки от сотового заполнителя в процессе эксплуатации (при значительной площади отслоения может привести к разрушению сотовой панели в полете)
- высокая трудоемкость ремонта отслоений обшивки от сотового заполнителя
- скопление конденсата внутри панели, что приводит к отслоению обшивки от сотового заполнителя (при замерзании воды) и ускоряет процесс коррозии панели
- низкая стойкость к внешним воздействиям (небольшой удар приводит к вмятине)
- относительно высокая стоимость изготовления
- трудоёмкость изготовления и проектирования больше на 15–20%